# Dmytro Iwanenko
Dmytro Dmytrowycz Iwanenko ukr. Дмитро Дмитрович Іваненко, ros. Дмитрий Дмитриевич Иваненко, Dmitrij Dmitrijewicz Iwanienko (ur. w 1904 w Połtawie, zm. 1994) – radziecki fizyk-teoretyk pochodzenia ukraińskiego, profesor uniwersytetu w Moskwie. Niezależnie od Wernera Heisenberga w 1932 r. wysunął pogląd, że jądra atomowe składają się z neutronów i protonów. Opracował teorię promieniowania synchrotronowego.
Pochowany na Cmentarzu Kuncewskim.